# ندویدیتسه
ندویدیتسه (به چکی: Nedvědice) یک منطقهٔ مسکونی در جمهوری چک است که در ناحیه برنو-تسوونتری واقع شده‌است. ندویدیتسه ۶٫۵۶ کیلومتر مربع مساحت و ۱٬۳۰۰ نفر جمعیت دارد و ۳۲۴ متر بالاتر از سطح دریا واقع شده‌است.